# تشارلي هال (لاعب كرة قدم أمريكية أمريكي)
تشارلي هال (بالإنجليزية: Charlie Hall)‏ هو لاعب كرة قدم أمريكية أمريكي، ولد في 2 ديسمبر 1948 في يواكوم في الولايات المتحدة.

## وصلات خارجية
- تشارلي هال على موقع مرجع كرة القدم المحترفة.كوم (الإنجليزية)